# Per Bertil Kollberg

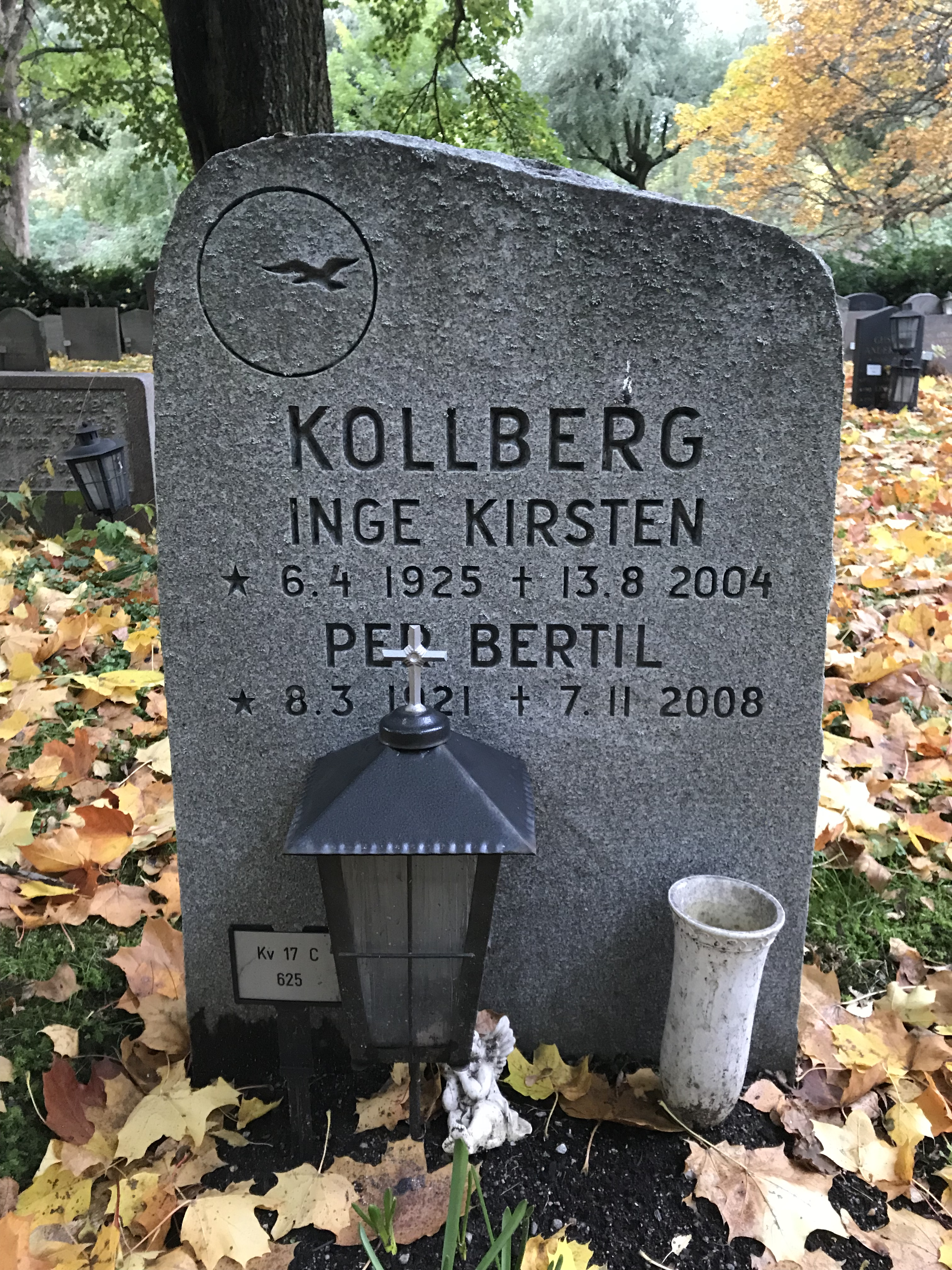
Gravvård Norra Begravningsplatsen

Per Bertil Northamn Kollberg, född 8 mars 1921 i Stockholm, död 7 november 2008 i Stockholm, var en svensk diplomat.

## Biografi
Kollberg var son till överdirektör Alfred Kollberg och folkskolläraren Gurli Lagerheim-Lager. Han tog juris kandidatexamen 1944 och blev samma år attaché vid Utrikesdepartementet (UD). Kollberg tjänstgjorde i Paris, Budapest, Bukarest samt vid UD 1945-1954. Han var Sveriges ständiga representant vid FN:s Europakontor i Genève 1955-1959, handelsråd i London 1959, ambassadråd där 1961, sändebud i Tunisien och Libyen 1963-1967, ambassadråd med ministers ställning i Washington 1967-1970, sändebud i Caracas, sidoackrediterad i Santo Domingo och Port of Spain 1970-1975, Buenos Aires 1976-1977, förhandlare vid UD 1978 och sändebud i Bukarest 1982-1987.
Han var även ombud vid diverse handelspolitiska förhandlingar och svensk delegat vid olika internationella konferenser.
Han gifte sig 1946 med Inge Nielsen (1925-2004). Kollberg avled den 7 november 2008 och gravsattes den 5 december 2008 på Norra begravningsplatsen i Stockholm.

## Utmärkelser
- Kommendör av Nordstjärneorden, 11 november 1972.[6]